# Gare de Béni Saf
La gare de Béni Saf est une gare ferroviaire algérienne située sur le territoire de la commune de Béni Saf, dans la wilaya de Aïn Témouchent.

## Situation ferroviaire
La gare se situe sur la ligne d'Es Senia à Béni Saf dont elle est le terminus. Elle précédée de la gare de Aïn Témouchent.

## Service des voyageurs

### Dessertes
La gare de Béni Saf est desservie par les trains régionaux des liaisons :
- Oran - Béni Saf[1] ;
- Aïn Témouchent - Béni Saf[2].